# Riesenmausmakis
Die Riesenmausmakis (Mirza) sind eine Primatengattung aus der Familie der Katzenmakis innerhalb der Lemuren. Sie umfasst zwei Arten,
- den Nördlichen oder Kleinen Riesenmausmaki (Mirza zaza) und
- den Südlichen oder Großen Riesenmausmaki (Mirza coquereli).

## Beschreibung
Die Bezeichnung Riesenmausmakis stammt daher, dass die Tiere früher in die Gattung der Mausmakis eingeordnet wurden, aber deutlich größer sind als diese. Sie erreichen eine Kopfrumpflänge von 23 bis 27 Zentimetern, der Schwanz misst 26 bis 32 Zentimeter. Ihr Gewicht variiert zwischen 265 und 335 Gramm. Ihr Fell ist an der Oberseite graubraun gefärbt, die Unterseite ist hellgrau. Der Schwanz ist buschig und wird zur Spitze hin dunkler. Der Kopf ist rundlich, die Augen sind groß, die Ohren sind unbehaart. Der Südliche Riesenmausmaki ist etwas größer und schwerer als sein nördlicher Verwandter, er hat auch größere Ohren, allerdings ein kleineres Hodenvolumen.

## Verbreitung und Lebensraum
Riesenmausmakis kommen wie alle Lemuren nur auf der Insel Madagaskar vor, ihr Verbreitungsgebiet umfasst die tiefergelegenen Trockenwäldern an der Westküste dieser Insel, meist in der Nähe von Flüssen.

## Lebensweise und Ernährung
Diese Primaten sind nachtaktiv, den Tag verbringen sie in selbstgebauten Nestern aus Blättern und Zweigen. In der Nacht begeben sie sich auf Nahrungssuche, dabei bewegen sie sich meist auf allen vieren durch das Geäst, manchmal kommen sie auch auf den Boden. Während der Südliche Riesenmausmaki allein schläft, bildet der Nördliche Schlafgruppen mit bis zu acht Tieren. Zumindest beim südlichen Vertreter etablieren die Tiere Streifgebiet von bis zu 4 Hektar, die mit Drüsensekreten oder möglicherweise auch mit Lauten markiert werden. Im Gegensatz zu den Mausmakis halten sie keinen Winterschlaf oder tägliche Starrezustände, in der Trockenzeit ist ihr Aktivitätsgrad allerdings eingeschränkt.
Sie sind Allesfresser, die Früchte, Blumen, Knospen, Baumsäfte, Insekten und andere Kleintiere zu sich nehmen. Die Zusammensetzung der Nahrung variiert je nach Jahreszeit, Früchte sind besonders in der Regenzeit häufiger. In der Trockenzeit können Ausscheidungen von Insekten bis zu 60 % der Nahrung ausmachen. Vom Südlichen Riesenmausmaki ist bekannt, dass er manchmal kleine Wirbeltiere frisst.

## Fortpflanzung
Die Fortpflanzung beider Arten ist nicht einheitlich. Nördliche Riesenmausmakis haben eine frühere Paarungszeit (manchmal schon Juli bis August) und haben ein promiskuitives Paarungsverhalten, bei den Südlichen Riesenmausmakis sind die Weibchen oft nur wenige Stunden oder Tage im November empfängsnisbereit und die Männchen etablieren davor größere Paarungsreviere. 
Nach einer rund 90-tägigen Tragzeit bringt das Weibchen ein oder zwei Jungtiere zur Welt. Diese werden nach viereinhalb Monaten entwöhnt und können mit 10 Monaten geschlechtsreif sein. Das bekannte Höchstalter betrug 15 Jahre.

## Bedrohung
Die Zerstörung ihres Lebensraums durch Brandrodungen und Abholzungen gilt als die Hauptbedrohung der Riesenmausmakis. Die IUCN listet den Südlichen Riesenmausmaki als „gering gefährdet“, für den Nördlichen Riesenmausmakis fehlen genaue Daten.

## Systematik
Bis in die 1990er-Jahre wurden die Riesenmausmakis noch in die Gattung der Mausmakis eingegliedert, als deren Schwestergruppe sie aber nach wie vor gelten. Dass es sich beim nördlichen Vertreter um eine vom südlichen Riesenmausmaki eigenständige Art handelt, wurde erst im Jahr 2005 von Forschern des Deutschen Primatenzentrums (DPZ) und der Georg-August-Universität Göttingen erkannt.